# Lychnosea intermicata
Lychnosea intermicata är en fjärilsart som beskrevs av Walker 1862. Lychnosea intermicata ingår i släktet Lychnosea och familjen mätare. Inga underarter finns listade i Catalogue of Life.